# A3-as autópálya (Románia)
Az A3-as autópálya (erdélyi szakasza magyarul: Észak-erdélyi autópálya, románul Autostrada Transilvania) egy nagyrészt még építés alatt álló romániai autópálya a Bukarest–Ploiești–Brassó, valamint Marosvásárhely–Kolozsvár–Nagyvárad–Bors-államhatár útvonalon. Eddig csak a Bukarest–Ploiești (62 km),a Barcarozsnyó–Keresztényfalva (6,3 km), a Kolozsvárt elkerülő Aranyosgyéres–Magyarnádas (61 km), a Marosvásárhely–Maroskece (36 km), és a Bors–Bihar (5,35 km) szakaszok készültek el belőle.

## Története
Első szakaszát 2004-ben kezdték el építeni. A bejelentést követően azonban több hónapon keresztül csak a kisajátítások és a helyi logisztikai bázis kiépítése folyt, a 2004-es kormányváltást követően pedig azért késett az építkezés indulása, mert a Tăriceanu-kormány átvizsgálta az elődje által megkötött szerződéseket.
Az A3-assal kapcsolatos tervek komoly politikai vitát is kiváltottak, ugyanis a kormány egy ideig az A1-est, ezt az Erdélyt csupán annak szélén érintő autópályát tartotta szem előtt. A kormány érve az volt, hogy az ország az A1-esre kap kölcsönt az Európai Beruházási Banktól (EIB), egyszerre két autópályára pedig nincs elég pénz. Ez nem volt ínyére sok erdélyi politikusnak – magyaroknak és románoknak egyaránt; például Emil Boc kolozsvári polgármester, egyben demokrata pártelnök is megpróbálta meggyőzni a koalíciót egy Erdély központi területeit is érintő beruházás értelmes mivoltáról. 
Eredetileg a Brassó–országhatár szakaszon az amerikai Bechtel cég volt a kivitelező, de 2011 elején a második Boc-kormány nem fizette ki a Bechtelt, az pedig az alvállalkozóit. A kormány túlságosan drágának találta a Bechtel munkáját, ezért augusztusban felbontotta a szerződést a céggel, amely a továbbiakban csak a már megkezdett Berettyószéplak–országhatár közötti szakaszon dolgozhatott.  A további szakaszok megépítésére új közbeszerzést írtak ki. 2013 májusának végén a második Ponta-kormány teljesen felbontotta a szerződést a Bechtellel, cserébe 37,2 millió eurós kártérítést fizetett neki.
A projekt bizonyos részeit 2014-től az Európai Unió finanszírozza.

### Bukarest–Ploiești-szakasz
A Bukarest-Ploiești közötti 62 kilométeres szakasz építését 2007-ben kezdték meg, 56 km-t 2012. július 19-én átadtak a forgalomnak. A hiányzó 6 kilométeres szakaszt 2018. december 14-én adták át.

### Ploiești–Brassó-szakasz
Egy 6,3 km-es szakaszra vonatkozó tervezési és kivitelezési szerződést aláírtak 2017 őszén. Ez a szakasz Barcarozsnyó és Keresztényfalva között valósult meg, 2020. december 17-én adták át a forgalomnak.
A szakasz fennmaradó, nagyobb része Brassó és Comarnic között Kárpátokon át vezet, ezért különösen nehéz és költséges beruházásnak számít. Emiatt több alkalommal próbálták meg magánbefektető bevonásával megépíteni. 2004-ben Adrian Năstase miniszterelnöksége alatt a Strabag, Vinci és Ashtrom-Roihman 25 évi útdíj fejében vágott volna bele a projektbe, de erre kormányváltás miatt nem került sor. 2009-ben, Emil Boc idején a Vinci−Aktor konzorciumot választották ki erre, de a gazdasági világválság miatt 2010-ben visszaléptek. A Victor Ponta kormánya által 2012-ben kiválasztott Vinci−Aktor−Strabag társulás, mellyel 2014-ben memorandumot írtak alá egy 30 éves koncesszióról, azért lépett vissza, mert nem tudták megoldani a finanszírozást. 2018-ban Viorica Dăncilă kormánya is tendert hirdetett, melyet a CCCC−Makyol társulás nyert meg, de 2020-ban Ludovic Orban kormánya felbontotta a szerződést. Az 58 km-es szakaszból az eredeti tervek szerint 14 km alagútban vezetett volna, és 8–9 milliárd euróra becsülték; ezt később a műszaki tartalom egyszerűsítésével (kevesebb alagút, a hegyi szakaszokon 80 km/h sebességkorlátozás) 4–5 milliárd euróra csökkentették.
A nyomvonaltervet 2023 januárjában közvitára bocsátották, majd a CNAIR véglegesítette a 112,7 km-es szakasz nyomvonalát, mely a Prahova-völgy turisztikai központjait (Brassó, Predeál, Szinaja, Azuga, Comarnic) is felfűzi. A közlekedési államtitkár 2023 októberi nyilatkozata szerint a szükséges tanulmányok és az engedélyek beszerzése után 2026−2027-ben lehet reális a közbeszerzés kiírása, ami a fellebbezésekkel együtt akár 3−4 évet is igénybe vehet, ezt követően kezdődhet meg az 5−6 éves kivitelezés, ami késések esetén akár 2040-ig is elhúzódhat. 2024. áprilisi katari látogatásán Marcel Ciolacu miniszterelnök arról beszélt, hogy a Brassó–Comarnic szakaszt PPP konstrukcióban tervezik megvalósítani, mivel az Európai Unió csak 40%-át állná.
A Feketehalom–Keresztényfalva szakasz megvalósíthatósági tanulmánya nem készült el határidőre, így nem tudták 2023-ban kiírni a kivitelezési közbeszerzést. Hasonló késésbe került a Comarnic–Ploiești szakasz is. A teljes, 112,7 km-es szakasz megvalósíthatósági tanulmányának határidejét 2024. szeptemberről 2016 januárjára tolták.

### Marosvásárhely–Aranyosgyéres-szakasz
Marosvásárhely és Aranyosgyéres között az autópálya öt szakaszban valósult meg. 85%-ban az Európai Unió finanszírotza.
Az első szakasz Marosvásárhely és Nyárádtő között épült. 2015. március 11-én írták alá a Marosvásárhely–Nyárádtő közötti autópályaszakasz építésére vonatkozó szerződést, de ezt később felbontották, és új versenypályázatot írtak ki, melynek a nyertese az osztrák Strabag lett. A kivitelezésről szóló szerződést 2020. május 29-én írták alá. A munkálatok befejezésének a határideje 18 hónap volt. A 4,5 km-es szakaszt 2021. december 6-án adták át, a 4,7 km-es bekötő úttal együtt.
A második, 10,1 km-es szakasz Nyárádtő és Marosugra között épült meg. 2015. február 24-én írták alá az építésére vonatkozó szerződést, a kivitelező az osztrák Strabag volt.
A harmadik, 3,6 km-es szakasz Marosugra és Radnót között épült meg. 2015. február 19-én írták alá az építésére vonatkozó szerződést, a kivitelező a német Geiger cég volt. Mindkét szakasz átadása 2018. december 12-én történt.
A negyedik, 17,9 km-es szakasz Radnót és Maroskece között épült. 2016 májusában kezdődtek el a munkálatok. A kivitelezéssel egy négy cégből álló konzorciumot bíztak meg, amelynek tagjai az olasz Astaldi SPA, a Max Boegl Románia, az Astalrom Rt. és a Consitrans Kft. voltak. A munkálatok előzetesen meghatározott időtartama 16 hónap volt, amiből végül több mint 50 hónap lett. A sztrádaszakasz 438 millió lejbe került, átadására 2020. szeptember 18-án került sor.
Az ötödik, 15,7 km-es szakasz Maroskece és Aranyosgyéres között épült. 2015. február 19-én írták alá a kivitelezési szerződést a román Straco Gruppal. A munkálatok nagyon lassan haladtak, melynek a legfőbb oka a kivitelező súlyos anyagi gondjai voltak; a cég végül 2021-ben fizetésképtelenné vált, ezért felbontották vele a szerződést. Az ekkor 38%-os készültségi szinten álló szakaszt  befejezésére a Strabaggal és a Geigerrel kötöttek szerződést 2022 októberében. A határidő 2024. augusztus volt, de a romániai autópálya-építések történetében példátlan módon majdnem 9 hónappal korábban, 2023 decemberében átadták.

### Aranyosgyéres–Gyalu-szakasz
Elsőként 2009. december 1-jén átadták a Torda és Gyalu közötti 42 km-es szakaszt. Az átadást az elnökválasztási kampány miatt siettették, ugyanakkor a tervezett pihenőhelyek, töltőállomások 2024-re sem készültek el, és a Kolozsvárt elkerülő szakasz használhatóságát az is korlátozza, hogy két végpontja között egyetlen csomópontot sem alakítottak ki. Sztolna közelében a pihenőhely földmunkáit elvégezték, de 15 év alatt helyét benőtte a növényzet; hasonló a helyzet a Torda közelében tervezett pihenőhelynél is. Elmaradt a zajvédő falak kialakítása is.
A DEx4-es autóút (Románia) építésének részeként 2025. július 10-ére egy új csomópont létesült Aranyosgyéres és Gyalu között, Tordatúrnál.
2010. november 13-án a Torda–Aranyosgyéres közötti 10 km-es szakasz nyílt meg.  A kivitelező az amerikai Bechtel cég volt.

### Gyalu–Magyarnádas-szakasz
Ezen szakasz megépítésére a román szállításügyi minisztérium 2012 augusztusában írta ki a versenypályázatot. A 73-81 millió euró + áfa értékű beruházásnál a Kolozs megyei munkálatokat állami költségvetésből finanszírozták. A versenytárgyalást elnyerő  román UMB Spedition vállalatnak az építkezés megkezdésétől számított hat éven belül kellett befejeznie a mindössze 8,7 kilométeres szakaszt. 2014. augusztus 5-én kezdődött meg az építkezés. A szakasz 2017 novemberében készült el, de a Kis-Szamos híd nem volt a projekt része, így ennek hiányában a szakasz használhatatlan volt. A híd megépítése a Bechtel feladata lett volna a Torda–Gyalu szakasz részeként, ám az amerikai céggel felbontották a szerződést elkészülte előtt. A hiányzó hídra időközben új versenytárgyalást írtak ki, és 2017 októberében írták alá az építésére vonatkozó szerződést. A kivitelező az olasz Tirrena Scavi volt. A teljes szakasz átadására 2018 szeptember 28-án került sor.

### Magyarnádas–Berettyószéplak-szakasz
A Magyarnádas és Magyarzsombor közötti 31 km-es szakaszra vonatkozó szerződést 2020. szeptember 22-én írták alá a román Tehnostrade vállalattal, és eredetileg 12 hónap állt rendelkezésre a tervezésre és további 24 a kivitelezésre. Eleinte gyorsan haladtak, 2023 márciusáig a munkák mintegy felét végezték el, akkor még 2024 végére várták a befejezést. Ugyanakkor 2021-ben földcsuszamlás történt a szakaszon, ami rámutatott, hogy nem megfelelő geotechnikai tanulmányok miatt rosszul tervezték meg a nyomvonalat, ezért azt módosítani kellett. A változtatás két új viaduktot is szükségessé tesz (Pusztatopa, 2 km, ill. Magyarnádas, 1,2 km), melyekre külön közbeszerzési eljárást írtak ki. Emiatt legalább két évvel, 2026-ra csúszik a szakasz átadása. A módosított útvonal ugyanakkor Magyarnádason tiltakozást váltott ki, mivel egyes házakhoz közel vezet, egy viadukt pedig a falu temetője felett ívelne át. A műszaki dokumentáció hiányosságaira hivatkozva a török Ictas óvást nyújtott be, ezért a tendert felfüggesztették. Az óvást később elutasították, de az ajánlattételi határidőt emiatt módosítani kellett. A közbeszerzésen egyetlen ajánlat érkezett a török Ozaltin cégtől, mellyel csak június elején írták alá a szerződést; emellett az eredeti kivitelező UMB is lelassult a munkaerő és gépek hiánya miatt.
A Magyarzsombor–Vaskapu közötti 12,2 km-es szakaszra vonatkozó szerződést 2020. júniusban írták alá a román Tehnostrade vállalattal. Az eredetileg 2024. augusztusi határidőt 2025 júliusára tolták, de az UMB kapacitáshiánya ugyanúgy hátráltatja az építkezést.
Vaskapu és Szilágynagyfalu között 41 kilométer épül, mely a Meszes-hegység alatti 2,89 km hosszú alagutat is tartalmazza. A 2023 augusztusi határidőig hét kivitelező cég tett ajánlatot az európai uniós társfinanszírozású beruházás megvalósítására. Többszöri halasztás után 2024 márciusában hirdettek eredményt, de a jogorvoslati eljárások miatt csak novemberre sikerült lezárni a tendert, melyet a török Makyol–Ozaltin konzorcium nyert meg 6,62 milliárd lej+ÁFA értékű ajánlatával. A tervezésre 18, a kivitelezésre 60 hónapos határidő áll rendelkezésre.
A Szilágynagyfalu és Berettyószéplak közötti 13,5 km-es szakaszra vonatkozó szerződést 2020. szeptember 5-én írták alá a török Nurol vállalattal, átadása 2023 szeptemberében megtörtént.

### Berettyószéplak–Bors-szakasz
A Berettyószéplak és Bors közötti autópályát a Bechtel a 2013-as szerződésbontás után félkész állapotban hagyta. Az autópálya-kezelő társaság 2015 megpróbálta befejezni az autópályát, és versenypályázatot írtak ki, melynek nyertese a spanyol Corsan cég volt. 2016 novemberében a szerződést felbontották, mivel a kivitelező nem haladt a munkálatokkal, és három szakaszra tagolva új versenypályázatot írtak ki.
Az első, 26,4 km-es szakasz Berettyószéplak és Bisztraterebes között kell megépüljön, erre 2020. októberig várták a pályázókat. A kivitelezővel kirobbant konfliktusok miatt azonban a szerződést 2022-ben felbontották. Végül 2023 szeptemberében kötöttek szerződést egy román kivitelező céggel, mely 884,12 millió lej+ÁFA költséggel, két éves határidővel (6 hónap tervezés, 18 hónap kivitelezés) vállalta a megvalósítást. A tervezés 2024 márciusában kezdődött. A terveket 2024 decemberében hagyta jóvá a CNAIR, így 2025. január 20-án megkezdődhet az építkezés.
A második, 28,6 km-es szakasz Bisztraterebes és Bihar között kell megépüljön, ezen szakasz építésére vonatkozó szerződést 2020 júniusában írták alá egy román-szlovák konzorciummal. A szerződést később felbontották, ami miatt a korábbi kivitelező perre ment. Így hiába sikerült három érvénytelen pályázat után 2024 márciusában szerződést kötni, a CNAIR megvárná a bírósági ítéletet, így csak 2025-ben tervezi kiadni a munkakezdési engedélyt. A helyzetet bonyolítja, hogy a felperes és az új kivitelező konzorcium tagjai ugyanahhoz a nagyváradi cégcsoporthoz tartoznak.
2018. december 13-án írták alá Bihar és Bors (országhatár) 5,35 km-es szakaszának tervezésére és kivitelezésére vonatkozó szerződést. Az 59 + 875-ös km-nél egy közúti csomópont, illetve a Bihar községet kiszolgáló csomópont található, 5 hevederrel és 3 átjáróval. E közúti csomópont közelében található a CF 402 Nagyvárad – Szatmárnémeti vasút, amely a 60 + 066 km-en keresztezi egymást. A 3. tételhez kapcsolódó útvonal a román-magyar határnál ér véget, a 64 + 450 km-nél. A munka Bihar község és Kügypuszta, valamint a magyar határ közötti mezőn zajlott. Az átadására 2020. szeptember 4-én került sor.

### Működés
2021-ben a CNAIR közbeszerzést írt ki több autópálya (A1, A3, A4, A10) pihenőhelyeinek haszonbérlet keretében történő kialakítására és működtetésére, de erre nem érkezett jelentkező. 2023 decemberében ezért új pályázatot írtak ki, ezúttal az A3-as tordai és gyalui pihenőhelye mellett számos más szakasz és autópálya pihenőhelyeire kiterjedően.

## Nyomvonala
A Bukaresttől Brassóig, illetve Marosvásárhelytől Kolozsváron, Zilahon és Nagyváradon keresztül egészen a magyar határon fekvő Paptamásiig érő autópálya a magyarországi M4-esre csatlakozik Nagykerekinél.
Havasalföldi szakaszok:
- Bukarest–Moara Vlăsiei: 19,5 km (átadva)
- Moara Vlăsiei–Ploiești: 43 km (átadva)
- Plojest–Comarnic: 48,6 km
- Comarnic–Brassó: 58 km[54]

Erdélyi szakaszok:
- Marosvásárhely – Nyárádtő 4,5 km + 4,7 km bekötőút – átadva (2021. december 6-án)
- Nyárádtő – Marosugra – 10,4 km –  átadva 2018-ban
- Marosugra – Radnót – 3,6 km – átadva 2018-ban
- Radnót – Maroskece – 17,9 km – átadva 2020-ban
- Maroskece – Aranyosgyéres – 15,7 km – átadva 2023-ban
- Aranyosgyéres – Gyalu – 52 km – átadva 2009/2010-ben
- Gyalu – Magyarnádas – 8,7 km – átadva 2018-ban
- Magyarnádas – Magyarzsombor – 31 km – épül
- Magyarzsombor – Vaskapu – 12,2 – épül
- Vaskapu – Szilágynagyfalu – 41 km – előkészítés alatt (2,4 km alagút a Meszes-hegység alatt[40])
- Szilágynagyfalu – Berettyószéplak – 13,5 km – átadva 2023-ban
- Berettyószéplak – Bisztraterebes – 26,4 km – előkészítés alatt
- Bisztraterebes – Bihar – 28,6 km – épül
- Bihar – Bors (országhatár) – 5,35 km – átadva 2020-ban

### Bukarest–Brassó

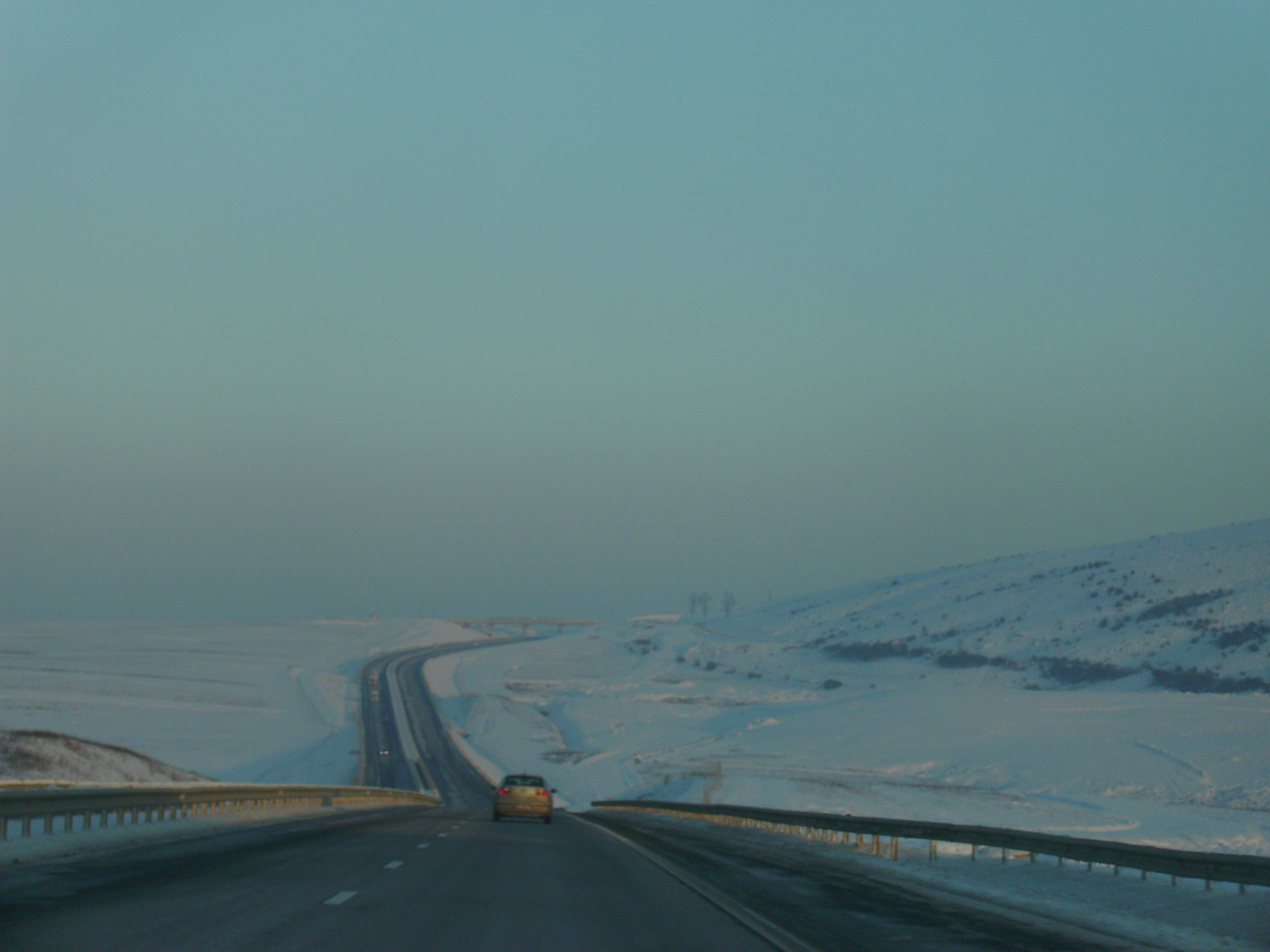
Az A3-as autópálya, valahol Kolozsvár környékén

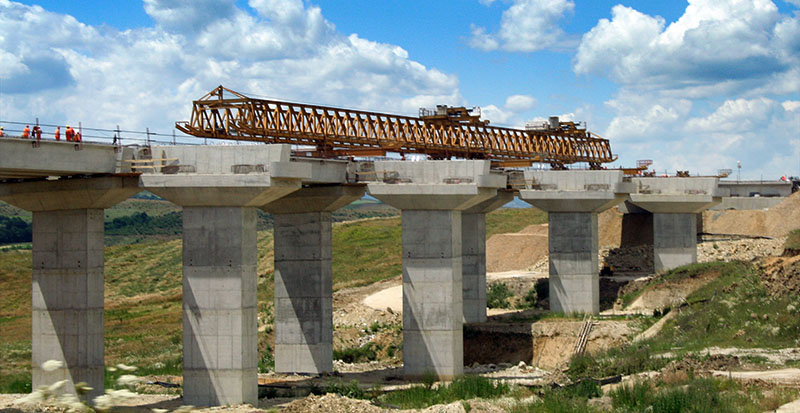
Egy viadukt építése

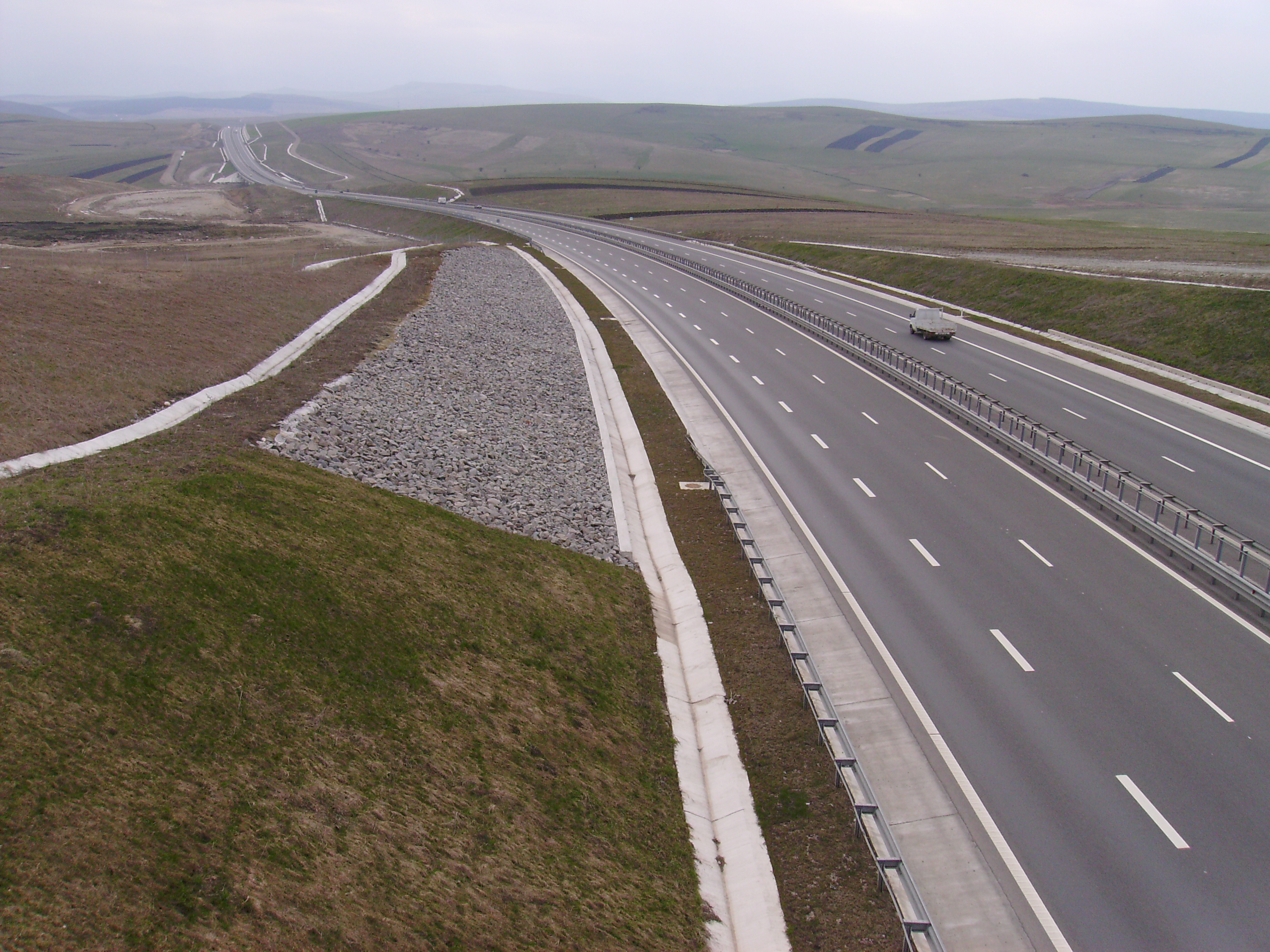
Az út Torda közelében

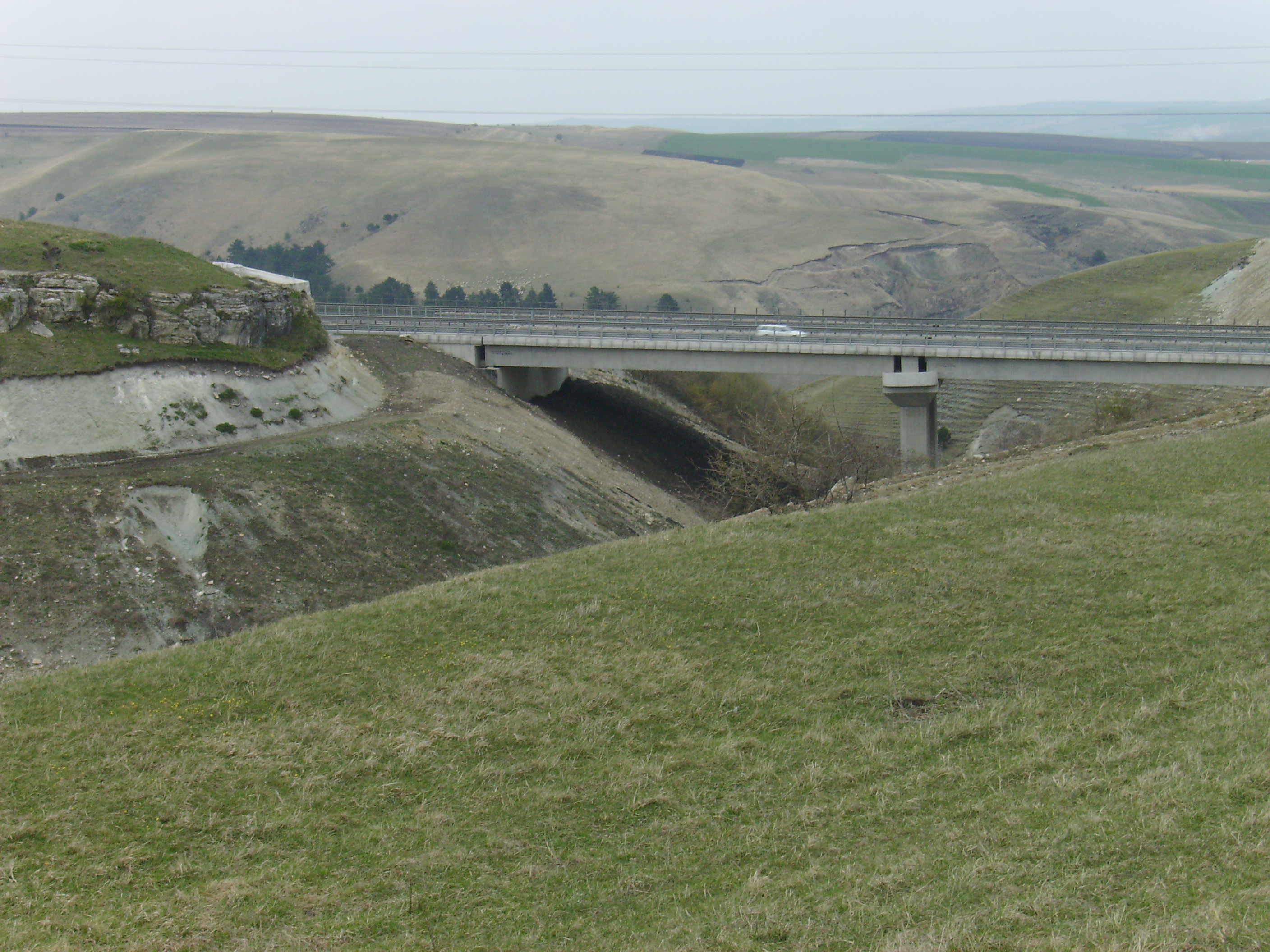
A Túri-hasadék

## Díjfizetés
Az A3-as autópálya használata teljes hosszában díjköteles. Az egységes matrica megvásárlása kötelező, amely érvényes a nemzeti utakra és az autópályákra egyaránt.

## Üzemeltetés és karbantartás
Az üzemeltetési és fenntartási tevékenységet jelenleg négy autópálya-mérnökség biztosítja:
- Gyalui központ a 422-es kilométerszelvényben
- Aranyosgyéresi központ a 369-es kilométerszelvényben
- Nyárádtői központ a 320-as kilométerszelvényben
- Snagovi központ a 24-es kilométerszelvényben